# Fons Americanus
Fons Americanus era uma escultura, em forma de fonte, funcional, adornada com cenas e figuras alegóricas, criada pela artista norte americana Kara Walker. A escultura foi alojada no Turbine Hall da Tate Modern do final de 2019 ao início de 2020, e foi destruída no final de seu tempo lá.

## Desenvolvimento e apresentação
O trabalho foi encomendado pelo Tate Modern para seu Turbine Hall, parte de uma série financiada pela montadora Hyundai. Outros artistas cujos trabalhos foram apresentados no Turbine Hall como parte da série incluem Tania Bruguera, Philippe Parreno e Abraham Cruzvillegas. Walker se inspirou no Victoria Memorial, que ela viu pela primeira vez da janela de um carro.
Walker desenhou pessoalmente modelos para as figuras da escultura. Esse envolvimento diferiu do processo de criação de sua escultura de 2014, A Subtlety, onde equipes criaram a obra, guiadas pelos desenhos de Walker.

## Forma e materiais
A obra tinha 13 metros de altura e era uma fonte totalmente funcional. A escultura foi construída em cortiça, metal e madeira revestida a jesmonite destinada a ser reciclável. A fonte inclui esculturas que evocam o comércio de escravos do Atlântico e a história da escravidão nas colônias britânicas. Elas culminam em uma figura feminina no topo da fonte, de cujos seios e garganta cortada se origina a água da fonte.

## Recepção

### Interpretação
As estátuas da fonte tratam do comércio escravagista e do impacto da colonização e exploração europeia na África e no Caribe. Walker indicou que o Victoria Memorial no The Mall inspirou seu trabalho; como o Fons Americanus, o memorial inclui estátuas, figuras e cenas alegóricas.
Muitas das esculturas da fonte aludem a outras obras artísticas e eventos históricos. Isso inclui pinturas como Watson and the Shark, de John Singleton Copley, e The Gulf Stream, de Winslow Homer.

### Recepção crítica
Em um review para The Financial Times, Rachel Spence elogiou o trabalho por "[elevar-se] ao desafio" do Turbine Hall. Ela extendeu o elegio ao uso de água, devido ao barulho que ela provê, comparando-o favoravelmente a "arte sonora" dependente de gravações de audio.

### Na cultura popular
O vídeo de 2021 para a canção "Don't Judge Me" de FKA twigs, Headie One, e Fred again.. incluiu Fons Americanus em várias cenas. O Codirector Emmanuel Adjei disse "Neste documento audiovisual podemos testemunhar FKA twigs e Headie One  entre outros influentes negros britânicos brigando contra forças invisíveis de julgamento e opressão. Ter a enorme fonte Fons Americanus, da artista visual Kara Walker — mostrando a histórica e pesarosa escravidão e colonização — como nosso ambiente, e particularmente como a alma do filme, este importante monumento cria uma outra camada de profundidade e significado para uma história invisível, ainda que compartilhada."